# 葉明元
葉明元（1540年—1594年），字弼虞，号星洲，福建泉州府同安縣人，軍籍，明朝政治人物。

## 生平
隆慶元年（1567年）丁卯科福建鄉試第十四名舉人。隆慶二年（1568年）中式戊辰科會試第一百二十九名，二甲第六十八名進士。初知石埭县，擢南刑部陕西司主事，晉郎中，出守南安府。遷贵州按察司副使，升廣西右參政，驻守苍梧。萬曆二十二年卒，年五十五。

## 家族
曾祖葉達；祖父葉宗輿；父葉常春，母汪氏。元配乌山蔡氏。